# 長谷寺 (下呂市)
長谷寺（ちょうこくじ）は、岐阜県下呂市小坂町大字小坂町（おさかちょう おさかまち）にある臨済宗妙心寺派の寺院。山号を吉田山と称する。観世音菩薩を本尊とする。益田西国三十三霊場28番札所。

## 歴史
伝説では行基菩薩が天平年間に開創と伝わる。康永元年（1342年）に源誠が再興したと伝わるが、後に荒廃し、寛永年間（1624年～1644年）に龍澤山禅昌寺7世の香道三興が中興した。寛政10年（1798年）の火災で本尊を除いて焼失した。現在の堂宇は天保11年（1840年）に再建されたものという。

## 文化財
山門の楼上には寛政10年（1798年）の火災で燃え残った仁王像が祀られているほか、当地に伝わる力持小太郎が修練に用いたという石が残されている。また文化財としていずれも年代不詳の紙本着色仏涅槃図、紙本着色六道図ならびに胎内仏、貞和元年（1345年）の銘のある墓碑、天保11年の懸魚および楼門、天保14年（1843年）の金剛力士像、幕末から明治初頭にかけて制作された絵天井がある。

### 市指定文化財
- 長谷寺楼門（建造物） - 天保11年（1840年）建築。1980年（昭和55年）1月14日指定[2]。
- 長谷寺楼門の懸魚（彫刻） - 天保11年（1840年）建築。1975年（昭和50年）12月23日指定[2]。
- 長谷寺の金剛力士立像（彫刻） - 天保14年（1843年）建築。1980年（昭和55年）1月14日指定[2]。
- 長谷寺の胎内仏（工芸品） - 年代不詳。1980年（昭和55年）1月14日指定[2]。
- 長谷寺蔵紙本着色仏涅槃図（絵画） - 年代不詳。1980年（昭和55年）1月14日指定[2]。
- 長谷寺蔵紙本着色六道図（絵画） - 年代不詳。1980年（昭和55年）1月14日指定[2]。
- 長谷寺の絵天井（絵画） - 江戸後期～明治初期。1980年（昭和55年）1月14日指定[2]。
- 長谷寺の小坂観音堂記録（古文書） - 元禄11年（1698年）。1980年（昭和55年）1月14日指定[2]。
- 長谷寺の墓碑（史跡） - 貞和元年（1345年）。1977年（昭和52年）1月31日指定[2]。

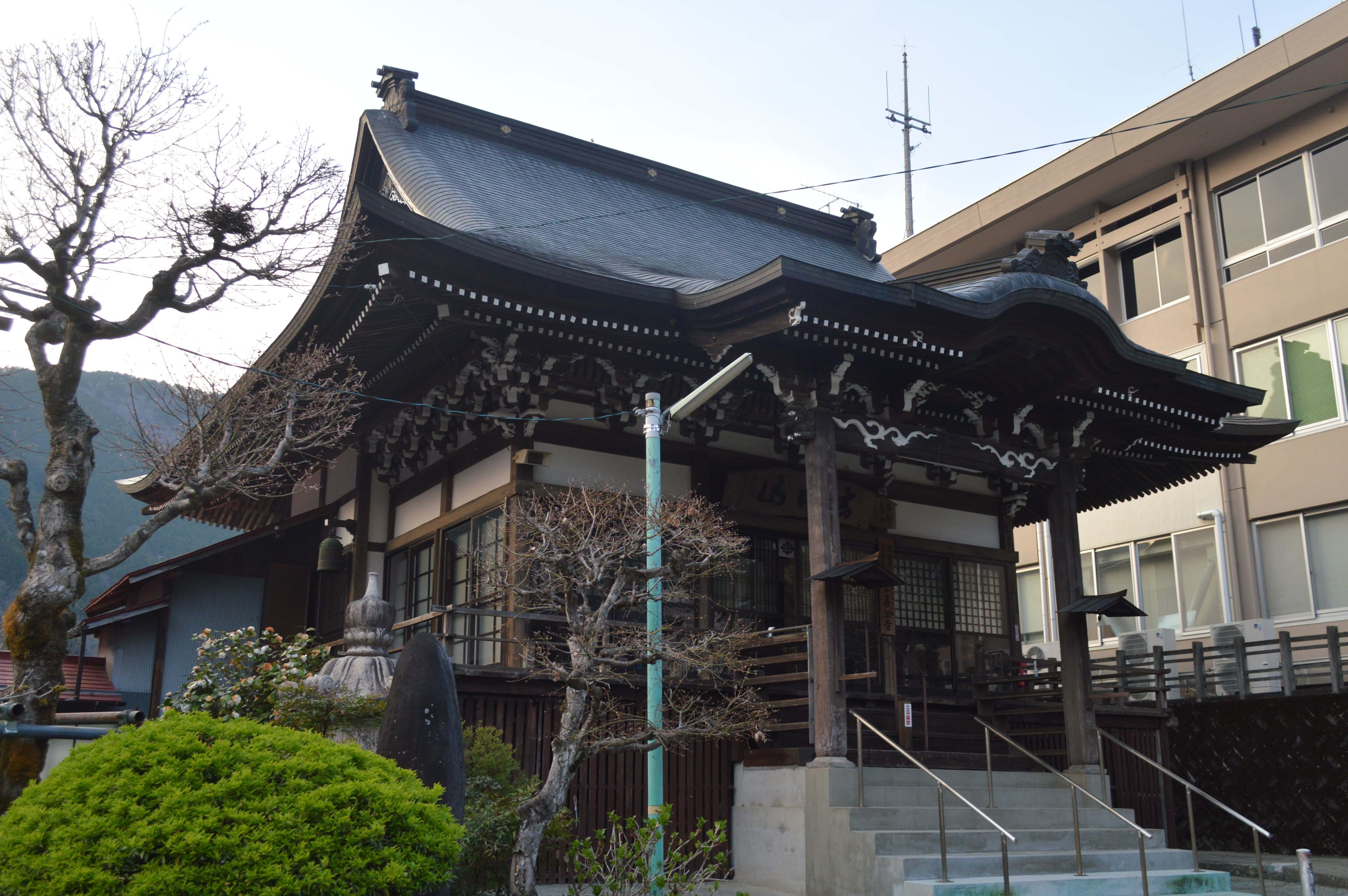
本堂
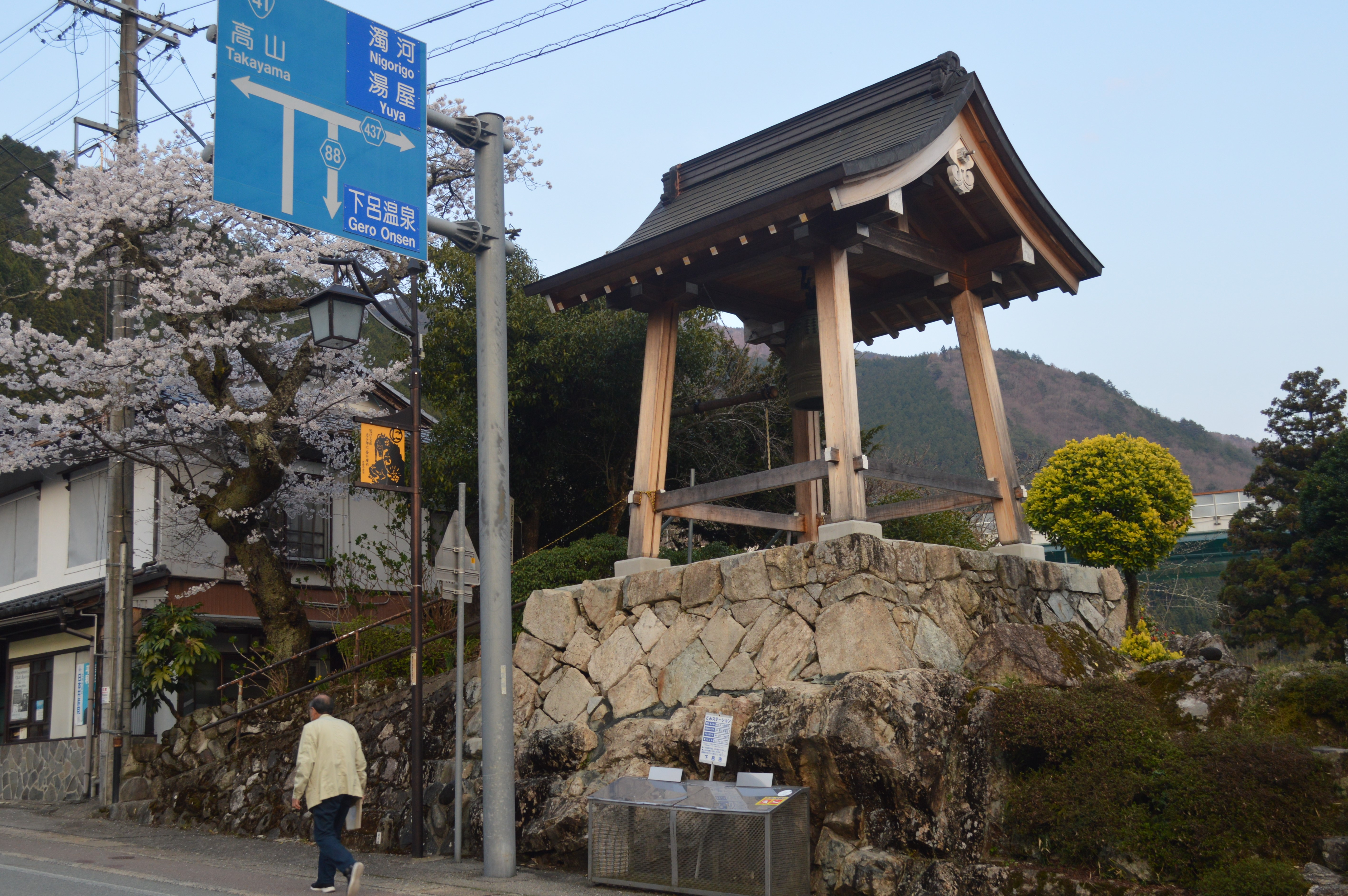
鐘楼堂
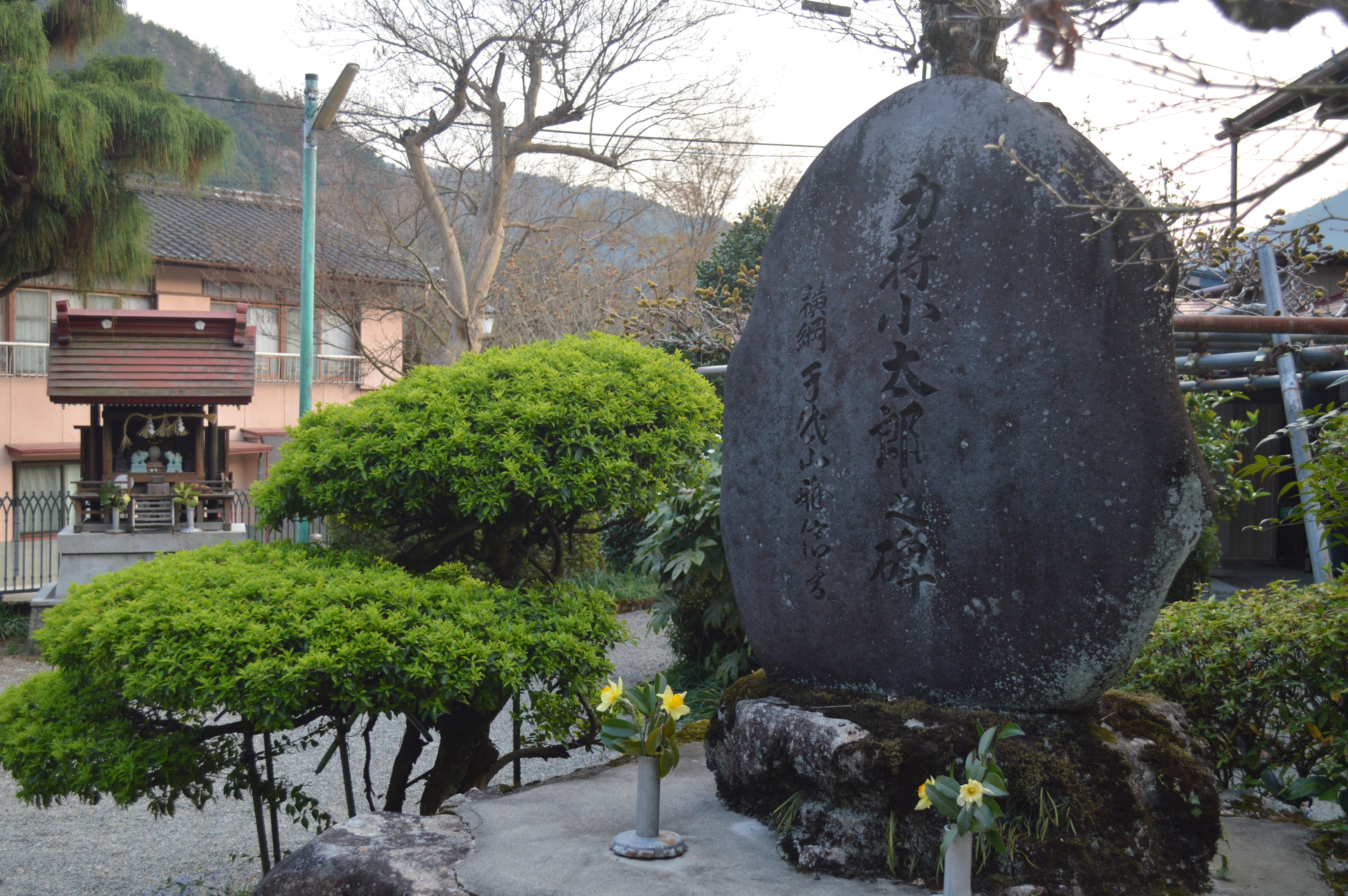
力持小太郎之碑